# برزین آذرمهر
برزین آذرمهر نام مستعار شاعری است که خبرگزاری‌هایی مانند فرارو (به نقل از وب‌گاه نوروز) و همشهری آنلاین او را به گفتهٔ خودش، پرویز مشکاتیان معرفی کرده‌اند. فرارو می‌نویسد «به گزارش نوروز متعلق به مهندس سیامک قاسمی، استاد پرویز مشکاتیان پس از ۲۸ سال در پاسخ به سئوالی در خصوص شاعر این تصنیف ارزشمند که در سال ۱۳۵۸ توسط استادمحمدرضا شجریان نیز اجرا شده است گفته است که شاعر این شعر خود وی می‌باشد و در آن زمان از نام مستعار «برزین آذرمهر» استفاده کرده است.»
اما جعفر مرزوقی آن را نام مستعار خود معرفی می‌کند و می‌نویسد شعر محبوب من وطن و «شعر رزم مشترک از جمله شعرهای مجموعهٔ «بپا خیز ایران من» سروده «برزین آذرمهر» است، که نخستین بار در سال ۱۳۵۵ به همت انتشارات ارانی وابسته به حزب توده ایران منتشر شد. این شعر بعدها البته بی آن که من در جریان آن قرار بگیرم، به ابتکار هنرمند چیره‌دست پرویز مشکاتیان و با هنرمندی استاد شجریان به صورت سرود رزمی در آمد و امروز شاهد اجراهای دیگری نیز از آن هستیم.» همچنین تا مدتها نام مستعار برزین آذرمهر به سیاوش کسرایی نسبت داده می‌شد